# مودنا سیتی رامبلرز
مودنا سیتی رامبلرز (به ایتالیایی: Modena City Ramblers) (معروف به MCR) یک گروه راک فولکلور ایتالیایی است که در سال ۱۹۹۱ تأسیس شد. موسیقی آنها به شدت تحت تأثیر مضامین سلتیک است و می‌توان آن را با موسیقی فول راک مقایسه کرد. این گروه بیش از ۵۰۰٬۰۰۰ آلبوم فروخته‌است. شعرهای آنها که به خاطر سیاست چپ گرایانه خود شناخته می‌شوند، اغلب علیه مافیا و فاشیسم می‌خوانند.

## زندگی‌نامه
رامبلرهای شهر مودنا در سال ۱۹۹۱ توسط گروهی از دوستان که می‌خواستند موسیقی سنتی ایرلندی را پخش کنند، شکل گرفت. اولین کسانی که عضو شدند آلبرتو مورسلی، جیووانی روبیانی و آلبرتو کوتتیکا (هنوز در لونتانو دا کبوتر)، کریس دنیس (عضو سابق Nomadi)، فیلیپو چیلی، فرانکو د آنیلو و لوسیانو گاتانی از " Abazia dei folli" بودند. در روز سنت پاتریک در سال ۱۹۹۱، هنگام یک کنسرت در یک میخانه در مودنا، آنها نام Modena City Ramblers را انتخاب کردند. این نام ادای احترامی به دوبلین سیتی رامبلرز، یک گروه ایرلندی بود.